# Sara Svensk
Sara Svensk (1989) es una deportista sueca que compite en triatlón.
Ganó una medalla de plata en el Campeonato Mundial de Triatlón de Larga Distancia de 2023. Además, obtuvo una medalla de bronce en el Campeonato Europeo de Ironman 70.3 de 2018.

## Palmarés internacional
| Campeonato Mundial | Campeonato Mundial | Campeonato Mundial | Campeonato Mundial |
| Año                | Lugar              | Medalla            | Prueba             |
| ------------------ | ------------------ | ------------------ | ------------------ |
| 2023               | Ibiza (España)     | Medalla de plata   | Individual         |

| Campeonato Europeo | Campeonato Europeo  | Campeonato Europeo | Campeonato Europeo |
| Año                | Lugar               | Medalla            | Prueba             |
| ------------------ | ------------------- | ------------------ | ------------------ |
| 2018               | Elsinor (Dinamarca) | Medalla de bronce  | Individual         |